# Sparcetă de munte
Sparceta de munte (Onobrychis transsilvanica) este o plantă din familia Leguminoaselor.

## Descriere

### Tulpina
Tulpina acestei plante este întinsă pe pământ la bază, păroasă și cu mai multe mlădițe frunzoase.

### Frunze
Frunzele sale sunt compuse din mai multe frunzișoare înguste, alungite, așezate în perechi de o parte și de alta a axului. Cele inferioare sunt mai late. 

### Flori
Florile au cu codițe scurte și sunt grupate într-un spic la vârful tulpinii. Ele au culoarea roșie-violetă, cu vinișoare mai întunecate. Florile se asemănă cu cele de fasole sau de mazăre. Sparceta de munte înflorește în lunile iunie-iulie. Florile (la fel ca toate florile din familia leguminoaselor) au o structura deosebită și prezintă o simetrie numai față de un plan vertical. Ele sunt formate dintr-un caliciu cu cinci dinți inegali și din cinci petale. O petală, numită vexil sau stindard, este situată deasupra, spre vârf, și este mult mai lățită, adesea știrbită. Alte două petale laterale sunt mai înguste, ele sunt numite aripi. Celealte două petale sunt așezate la bază și sunt lipite cu marginea lor inferioară, formând împreună o singură piesă în formă de luntre, numită carenă.

## Răspândire
În România se găsește în locuri ierboase și stâncoase, uscate, însorite, pe roci calcaroase. Endemism pentru Carpații din România. 